# Caccobius diminutivus
Caccobius diminutivus là một loài bọ cánh cứng trong họ Bọ hung (Scarabaeidae).